# جانفرانکو فوناری
جانفرانکو فوناری (ایتالیایی: Gianfranco Funari؛ ‏ ۲۱ مارس ۱۹۳۲ – ۱۲ ژوئن ۲۰۰۸) نویسنده، مجری تلویزیون، کمدین و بازیگر اهل ایتالیا بود.
از فیلم‌های او می‌توان به نجیب و بدجنس و دکتر گلدفوت و دختران آتشپاره اشاره کرد.